# بوچن شلاختسکی
بوچن شلاختسکی (به لهستانی:  Buczyn Szlachecki) یک روستا در لهستان است که در گمینا کوسوف لاتسکی واقع شده‌است.